# Shiplap

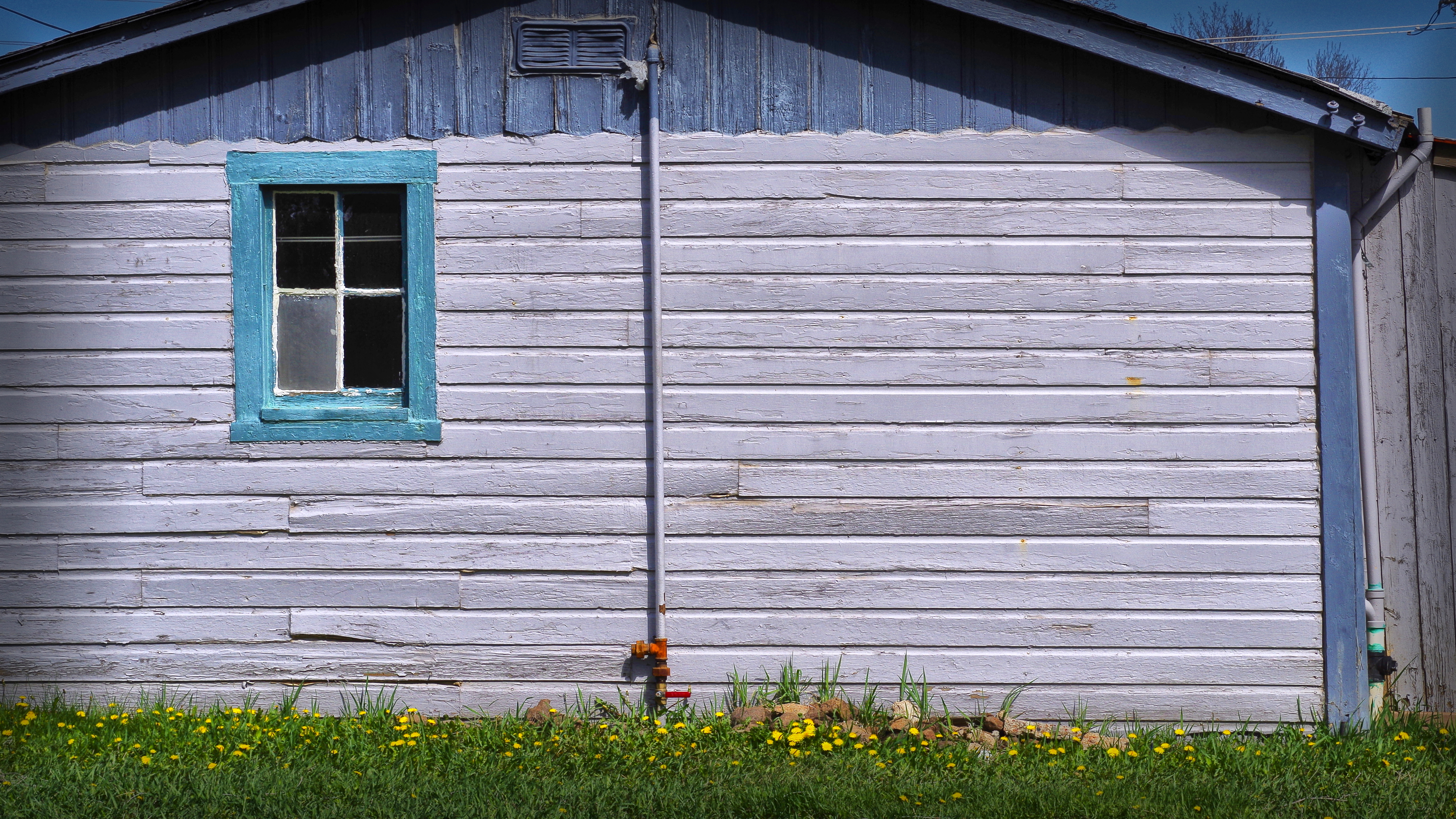
Un mur de maison en Shiplap

Shiplap est un type de planche de bois couramment utilisé comme bardage extérieur dans la construction de résidences, de granges, de remises et de dépendances.

## Murs extérieurs
Shiplap est soit brut de sciage 25 mm (1 pouce)  ou corroyé 19 mm (3⁄4 pouce) en  pin ou bois peu coûteux similaire entre 76 et 254 mm (3 et 10 pouces) de large avec une feuillure de 9.5–12.7 mm (3⁄8–1⁄2 in) sur les côtés opposés de chaque bord. La feuillure permet aux planches de se chevaucher dans cette zone. Le profil de chaque planche chevauche partiellement celui de la planche à côté, créant un canal qui donne des effets de ligne d'ombre, offre une excellente protection contre les intempéries et permet un mouvement dimensionnel.
Utile pour sa résistance en tant qu'élément de support et sa capacité à former un joint relativement étanche lorsqu'il se chevauche, le Shiplap est généralement utilisé comme type de revêtement pour les bâtiments qui ne nécessitent pas d'entretien intensif et doivent résister aux climats froids et agressifs. Le Shiplap scié grossièrement est fixé verticalement dans la construction de poteau- poutre, généralement avec clous communs de  51–65 mm (6d–8d), tandis que les versions fraisées, offrant un joint plus serré, sont plus souvent placées horizontalement, plus adaptées aux montants d'ossature two-by-four de la construction à ossature légère.
Les petites portes et volets tels que ceux que l'on trouve dans les granges et les hangars sont souvent construits avec des planches coupées directement dans les murs, avec seulement des éléments minces encadrant ou traversant le dos pour le soutien. Shiplap est également utilisé à l'intérieur pour l'aspect rugueux ou rustique qu'il crée lorsqu'il est utilisé comme lambris ou comme revêtement pour un mur ou un plafond. Shiplap est souvent utilisé pour décrire tout matériau de revêtement à feuillure qui se chevauche de la même manière.

## Design d'intérieur
Dans le design d'intérieur, le shiplap est un style de revêtement mural en bois caractérisé par de longues planches, normalement peintes en blanc, qui sont montées horizontalement avec un léger espace entre elles d'une manière qui évoque les murs extérieurs en shiplap. Un inconvénient du style est que les espaces sont sujets à l'accumulation de poussière.
L'installation horizontale d'un Shiplap dans une pièce peut aider à porter l'œil autour de l'espace, ce qui le rend plus grand. L'installer verticalement aide à accentuer la hauteur de la pièce, ce qui la rend plus haute. Il peut également être installé au plafond, pour attirer le regard vers le haut.